# 聖羅倫索

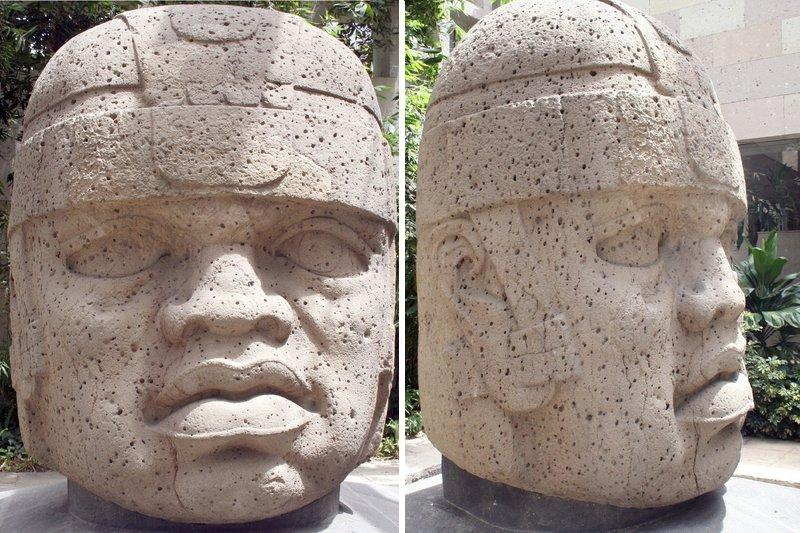
一尊巨大石像的正面與側面，這尊石像可以追溯至前1200年至前900年，高2.9公尺，寬則是2.1公尺。

聖羅倫索（San Lorenzo）或稱聖羅倫索特諾奇提特蘭（San Lorenzo Tenochtitlán）是北美奧爾梅克文明的遺跡，位於墨西哥的韋拉克魯斯州。從前1200年至前900年為止，聖羅倫索是奧爾梅克文明的主要中心。聖羅倫索以巨大的石製頭像而聞名，其中最大的超過20公噸，高3公尺。

## 歷史
奧爾梅克文明存在過最早的證據是出現在El Manatí遺蹟附近，當時發現了一池獻祭用的沼澤與工藝品，歷史可以追溯至前1600年。定居的農民在聖羅倫索發展成為區域中心之前就在這個地區居住幾百年之久。
聖羅倫索大約在前1200年至前900年之間是中部美洲最大的城市，後來奧爾梅克的中心轉移到了拉文塔。到了前800年時，這裡幾乎已經沒有人居住了。雖然在前600年至前400年與800年至1000年這兩個時間，聖羅倫索再度成為重要的居住地。
與拉文塔類似沼澤的環境相反，聖羅倫索位於一片廣大農業區的中央。聖羅倫索似乎是一座沒有外牆的城市，並擁有許多農業人口。這座城市可以容納5,500人居住，如果包括腹地在內，則可以達到13,000人。這種想法是建立在聖羅倫索可以控制大部分或全部的科札高克斯地區（從最東邊至最西北邊）的假設下，因為這個區域可以容納一個獨立政權。
聖羅倫索建造在支流之間的高地，佔地約700公頃，其中核心則約55公頃，並曾接受進一步的填土來修改。估計需要約50萬至200萬公噸的土來填滿。
聖羅倫索的排水系統相當的精細，它們位於地下，管線並且由石頭來組成。研究人員推測這些排水系統不只提供居民的飲用水，也包括儀式的目的，讓統治區域可以「緊密的與水的守護神連結在一起」。

聖羅倫索與其他奧爾梅克的遺跡

## 考古研究
馬修·史特靈（Matthew Stirling）是首位在這裡開挖的考古學家，他曾經率領探險考古隊伍在1938年造訪當地。從1946年至1970年間，總共有4個考古活動在這裡進行著。在1970年後考古活動暫時停止，後來直到1990年才重新開始。1990年重新開始的研究將重心擺在建立社會與區域活動的模式上。
這個區域原先的奧爾梅克名稱就跟幾乎所有的奧爾梅克語一樣，仍然是未知的。聖羅倫索特諾奇提特蘭這個名稱是由馬菲·史特靈在1955年所創造的，是根據附近一個河谷來命名的。

## 觀光
聖羅倫索特諾奇提特蘭的考古遺址目前是在星期日與星期一開放，從當地時間的8:00至15:00為止。

## 外部連結
- Map of San Lorenzo and other Olmec sites （页面存档备份，存于）
- George and Audrey visit San Lorenzo - photos of the site
- A series of photographs, without captions alas （页面存档备份，存于）

17°57′N 94°41′W / 17.950°N 94.683°W